# Iglesia de Santa María la Mayor (Montblanch)
La iglesia de Santa María de Montblanch o Santa María la Mayor es una iglesia gótica del siglo XIV de grandes dimensiones sobre un promontorio desde donde se domina la localidad española de Montblanch, en la provincia de Tarragona.

## Historia

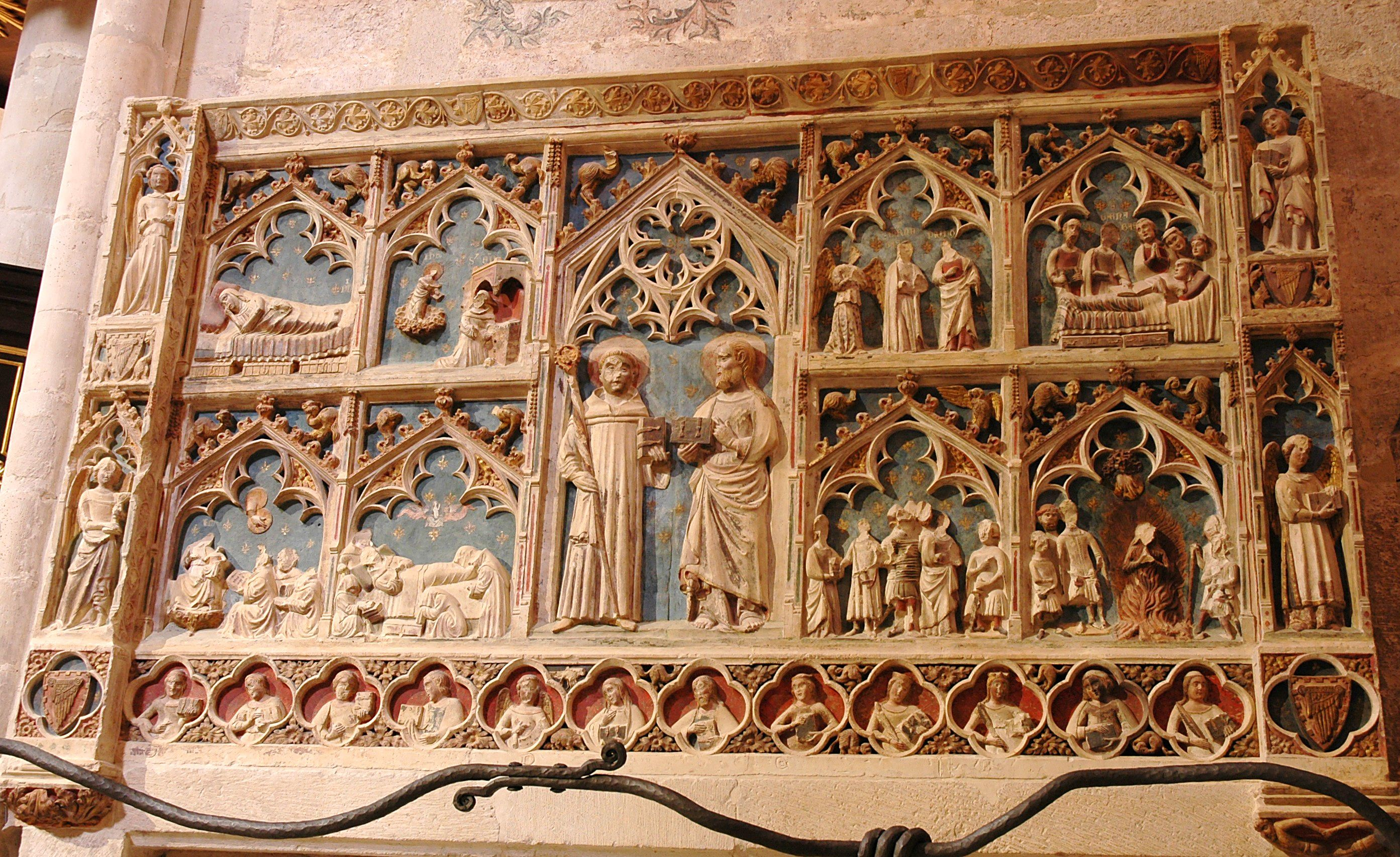
Retablo de San Bernat y San Bernabé, con escenas de la vida de los santos. De piedra policromada, está datado del.

La localidad de Montblanch fue fundada en 1163 por Alfonso el Casto y, siete años después, ya se encuentra documentada una primitiva iglesia románica dedicada a Santa María.
La iglesia quedó pequeña ya a principios de siglo XIII, a causa del aumento demográfico se proyectó construir una gran iglesia gótica con más capacidad. Como la duración de las obras se preveía larga, se decidió construir otra iglesia donde poder celebrar el culto cristiano. De esta manera se iniciaron las obras de la iglesia de San Miguel de Montblanch. Una vez se acabaron los trabajos (en 1288 ya está documentada), se procedió al derrumbe de la centenaria iglesia románica y se inició la construcción de la catedral gótica de Santa María.
A mediados del siglo XIV asoló Europa la Peste negra, entonces, las obras se detuvieron y se decidió terminar la iglesia provisionalmente con una pared recta sin ornamentación.
En el siglo XV parecía que la vida volvía a la normalidad cuando la Guerra Civil Catalana estalló y la villa de Montblanch recibió un golpe muy duro. Poco después, y viendo que las arcas municipales ya no estaban para grandes proyectos, se decidió dar las obras por finalizadas; quedaba por hacer la parte sur del edificio, la fachada principal y el campanario, y se decidió abrir una puerta en un lateral de la iglesia. En 1479 la iglesia acogió los restos del rey Juan II de Aragón en su camino hacia el Monasterio de Poblet para ser enterrado allí. En 1505 se terminó la construcción del presbiterio, con el que se daban por terminadas las obras.
Finalmente, la iglesia fue consagrada en 1548 y a finales de siglo se encargó la realización de una fachada renacentista en uno de los laterales del edificio.
Esta nueva fachada principal duraría cerca de sesenta años, ya que durante el episodio conocido como «La General Crema» de la Guerra de los Segadores (1651) las tropas castellanas dirigidas por el General Juan de Pallaviccino y Ramírez de Haro derribaron la fachada de la iglesia, y varias torres y algunos tramos de la muralla de Montblanch. Poco después de acabar la guerra, se reconstruyó la fachada mientras el culto se trasladó a la iglesia de San Miguel entre los años 1651 y 1685.
El siglo XVIII se produjeron cambios en el interior de la iglesia, pues se sustituyó buena parte de la decoración interior de diversas zonas del edificio, sobresaliendo un excelente altar mayor que fue estrenado en 1776. Desde el año 1793, la iglesia contaba con la llamada «Seny Gros», la campana más grande de toda la Archidiócesis de Tarragona.
A lo largo del siglo XIX se realizaron obras de consolidación de la bóveda y de la capilla del baptisterio y se abrió totalmente el ventanal superior. El 9 de septiembre de 1906, el arzobispo de Tarragona Tomás Costa presidía el oficio solemne de la coronación canónica de la Virgen de la Serra con la iglesia llena a rebosar.
A principios de siglo XX tuvo que soportar varios ataques anticlericales hasta que el inicio de la Guerra civil española, milicianos republicanos quemaron o destruyeron diversas imágenes, altares, el ajuar sagrado, libros, mobiliario y campanas (entre ellas la campana «Seny Gros»). Las paredes del templo quedaron desnudas y hasta pasado el conflicto bélico no fue posible la recuperación en parte de la iglesia. También es conocida como la Catedral de la Montaña.

## Arquitectura

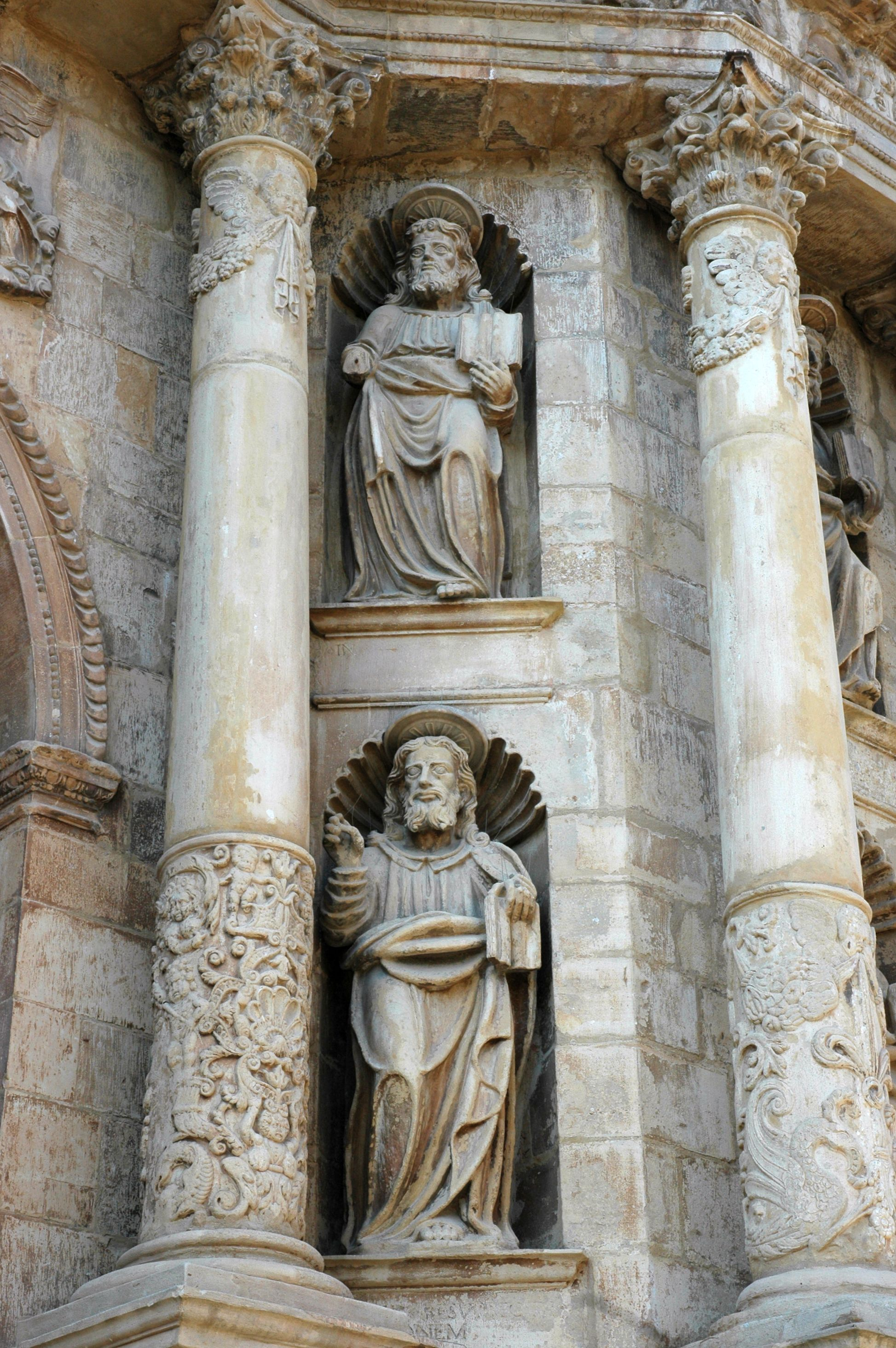
Detalle de esculturas de la portalada.

En las escaleras de acceso al templo se puede admirar una magnífica cruz renacentista con un pedestal de escalones en siete caras y fuste helicoidal con un capitel gótico. La plaza de la entrada principal está pavimentada a base de guijarros de colores, con el escudo de la villa y la fecha de la construcción de la plaza (1786).
La fachada principal está situada en un lateral de la iglesia, es de estilo barroco con influencias renacentistas del siglo XVII. En la base salen dos leones y las columnas son de estilo corintio. Consta de tres niveles: a cada lado de la puerta están las imágenes de cuatro apóstoles (aunque muy deteriorados), justo encima de la puerta principal de acceso al templo hay una imagen de la Virgen María custodiada por dos ángeles y por encima aparecen los cuatro apóstoles restantes y una imagen de Dios.
La fachada finaliza en su parte septentrional con una escultura gigante que representa el escudo de Montblanch en una orla y decorado con dos figuras humanas, estas estatuas se consideran entre las piezas originales de la fachada, antes de la reconstrucción del siglo XVII.
Los contrafuertes son interiores y acaban rematados con pináculos adornados. Los contrafuertes del ábside están aligerados mediante arbotantes. Detrás del ábside central hay situadas las campanas, ya que la iglesia no tiene campanario.

### La nave

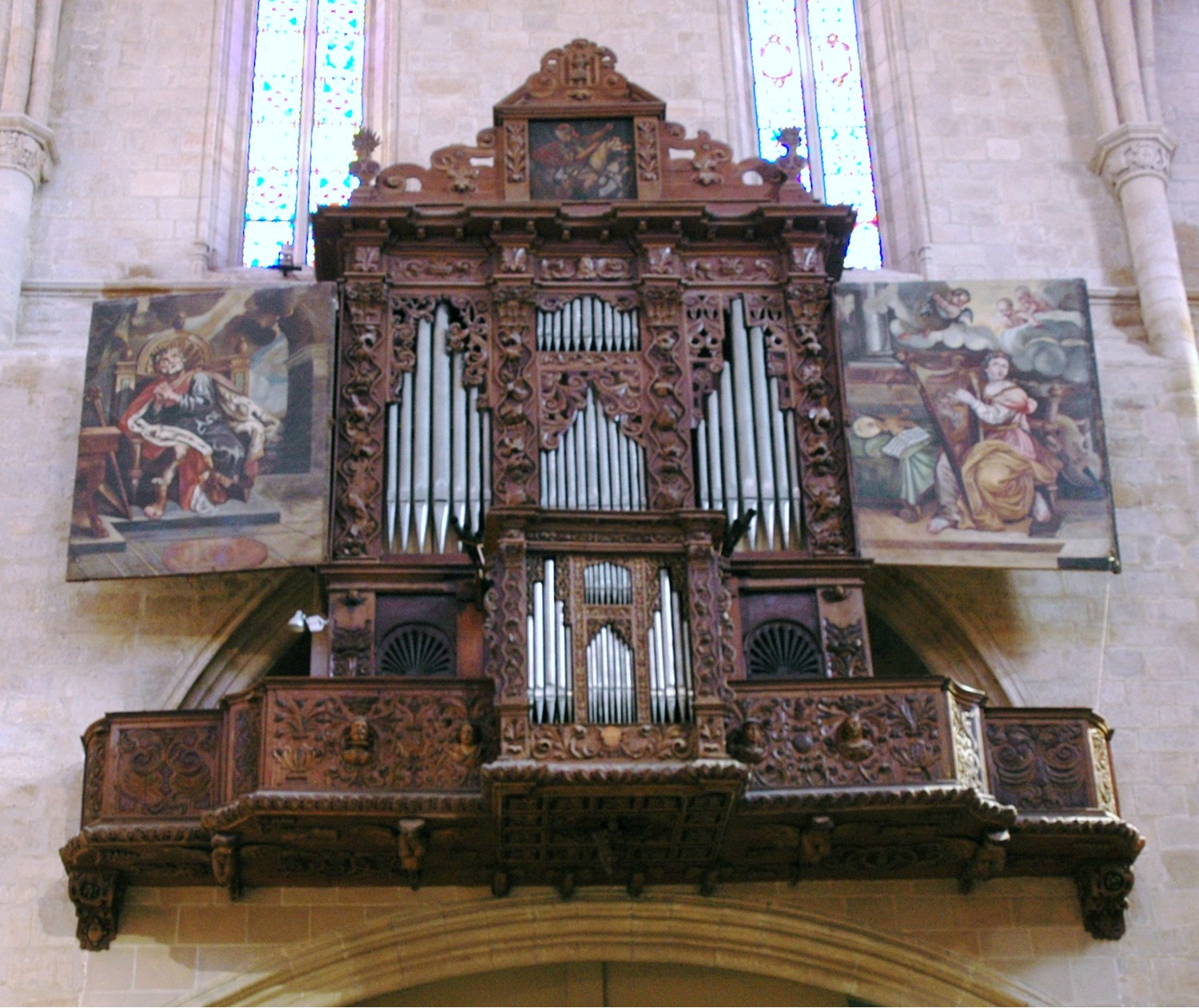
Órgano barroco de Montblanch, uno de los mejores que se conservan de la escuela catalana.

El interior parece haber sido concebido para una catedral, con una larga nave con bóvedas de crucería (la anchura es de 16,5 metros, la longitud es de 30 metros y la altura de 26 metros) y con claves esculpidas de escenas del Antiguo Testamento. En los laterales se encuentran las capillas de base cuadrada y también con bóveda de crucería, a media altura se abren unos bellos ventanales góticos, donde se representan los misterios del Rosario. Durante el siglo XVIII se prolongó una capilla con el nombre de Santísimo.
En la parte interior guarda interesantes obras de arte como:
- La gran imagen gótica de la Virgen del Coro, tallada en madera policromada y probablemente del siglo XVI
- El retablo de San Bernardo y San Bernabé, de piedra policromada con escenas de la vida de los santos, del siglo XIV
- El retablo de Santa Ana, con tablas pintadas del siglo XVI
- Y sobre todo el órgano de 1607, reconstruido en 1752 y restaurado en 1977, es uno de los mejores órganos que se conservan de la escuela catalana del barroco.

## Plebán

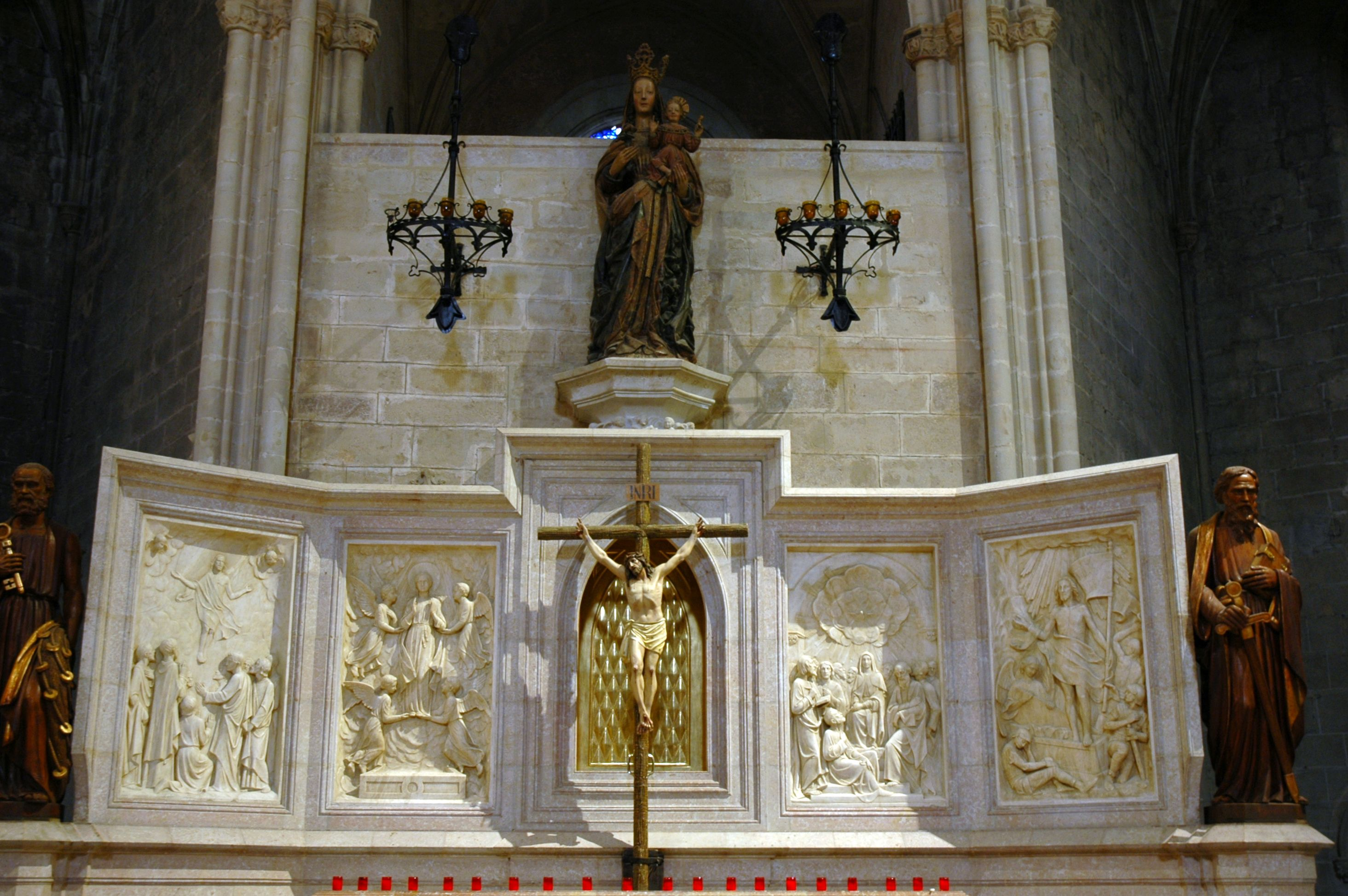
Imagen de Santa María, titular de la parroquia, conocida también como la Virgen del Coro.

Desde el siglo XV el rector de la parroquia de Santa María de Montblanch recibe el tratamiento de «plebà», cura plebán. Originariamente, se daba ese nombre al dirigente de parroquias importantes medievales [cita requerida].
En el siglo XVI, sólo quedaban «plebans» (y ya como a título simbólico) en Balaguer, Montblanch y Ponts. Más modernamente recibió tal distinción el rector de Oliva, en la comarca valenciana de la Safor y el rector de Santa María de Onteniente, también en Valencia. Actualmente, el rector de la parroquia de Santa María la Mayor es el único de Cataluña que posee el título de plebán.
Según el historiador Luis París i Bou, el primer plebán fue el párroco Pere de Cervera, quien rigió el templo de 1426 a 1441.